# Mariela Álvarez
Mariela Álvarez (Buenos Aires, Argentina, 22 de febrero de 1978) es una actriz de doblaje argentina y locutura de radio y de TV. Es conocida en la industria del doblaje de voz, por personajes como Candy en la serie animada Dave, el bárbaro, la de Amy Rose en los episodios 53 a 78 de Sonic X, y a Elsa / Sra. Randall en Power Rangers Dino Thunder, entre muchos otros papeles de una destacada carrera.
Actualmente trabaja como locutora de radio y de TV. 

## Filmografía destacada

### Películas
- High School Musical - Taylor Mckencie
- Una loca entrevista - Agente Coreana
- Atrapados en los suburbios - Jess

### Series y series animadas
- Power Rangers Dino Thunder - Elsa/Sra. Randall
- Dave, el bárbaro - Candy
- W.I.T.C.H - Cornelia Hale
- Absentia - Emily Byrne

### Anime
- Sonic X – Amy Rose (epis. 53  78)
- Serial Experiments Lain - Julie/Juri
- Ghost Stories - Ben Miyanoshita/Keiichirou

### Películas animadas
- El viaje de Chihiro - Lin